# 岩田明子 (ジャーナリスト)
岩田 明子（いわた あきこ）は、日本のジャーナリスト。ホリプロ所属。
元NHK政治部記者で、NHK解説委員室 解説委員としてNHKおよび民間放送局の報道番組等で解説を務めた。2023年4月以降、フリージャーナリストの立場に立つ。

## 来歴

### 生い立ち
千葉県船橋市出身。船橋市立薬円台小学校、千葉大学教育学部附属中学校、千葉県立千葉高等学校を経て、1990年に東京大学文科三類へ入学。3年次に法学部に進学し、同大学法学部を卒業。大学時代はテニスサークルや「行政機構研究会」に所属していた。

### 岡山放送局時代
1996年4月、NHKに入局。
同年5月、NHK岡山放送局に赴任し、地方記者として岡山県警察、岡山地方裁判所、岡山地方検察庁を担当。主に殺人事件・強盗・誘拐事件・汚職事件を担当する。

### 放送総局報道局政治部記者へ
2000年7月、人事異動にて、東京の放送センター報道局政治部に異動。
官邸記者クラブ所属となり、森喜朗内閣総理大臣・古川貞二郎内閣官房副長官の担当を務める。
元内閣総理大臣である安倍晋三の番記者を、2002年官房副長官時代から担当する。安倍の官房副長官時代から自宅にも上がることを許され、安倍の母・洋子からも全幅の信頼を得るほどの蜜月関係にあった。
北朝鮮の拉致問題で帰国した曽我ひとみ・蓮池夫妻、地村夫妻を訪問した際には、新潟県佐渡島や福井県小浜市まで同行した。
2008年、外務省記者クラブに所属。
北朝鮮問題を担当。
2009年、政権交代を経て、鳩山由紀夫内閣の菅直人副総理の担当となる。
2013年7月22日付人事にて、NHK解説委員室に異動。政治担当の解説委員となるが、政治部の記者職と兼務。

### 解説者として
担当番組としては「おはよう日本」「ニュース7」「ニュースウォッチ9」「クローズアップ現代プラス」「国際報道」「解説スタジアム」でコメンテーターを務める。
2018年春からは「ニュースシブ5時」の木曜日レギュラー解説員として出演。
2021年春からは「ニュースLIVE! ゆう5時」の木曜日レギュラー解説員として前身のニュースシブ5時に引き続き出演。
2022年7月に退局、ただし解説委員としては残るとのことであり、契約型職員か、番組契約出演のいずれかに移行した可能性があると報じられる。2023年3月で業務委託契約が終了し、同年4月よりホリプロに所属する形でフリーのジャーナリストとして活動を始めている。

## 役職
- 中京大学客員教授（2018年 4月 - ）[1]
- 千葉大学客員教授（2022年 9月 - ）[1]
- ドトール・日レスホールディングス社外取締役（2024年5月28日 - ）[1]

## 人物・エピソード
- 東京大学法学部時代、弁護士を目指していた岩田は「法曹界に感じる正義感のカケラを少しだけでも抱き続けることができそうだ」という気持ちでNHKの入局を決める[11]。
- NHK時代から、日本の全メディアの中で安倍晋三に最も近い記者と言われていた[12]。
- 「30代のときに1年間お墓を探して、浅草に特別永代供養のお墓を購入しました。私が死んだときはここに祭ってもらえるよう、ありとあらゆる人に伝えています」[13]
- 2023年に明らかとなった安倍派のパーティ券収入のキックバックによる裏金作り疑惑について、2021年11月に初めて派閥会長となった安倍晋三は翌2022年２月に初めてこれを知って直すよう会計責任者を叱責していたことが、自身の取材で判明したと主張（2023年12月現在）[14]。しかし、この主張はさすがに無理があるとの批判を多方面から受けた[15]。

## 政治解説委員として
- 2015年5月、アメリカから国務長官ジョン・フォーブズ・ケリーが訪ロし、大統領ウラジーミル・プーチン、外相セルゲイ・ラブロフと8時間にわたり会談した際に、日本側は事前に情報を得ておらず、事後も会談の詳細を入手することができずに、蚊帳の外であったと解説した[16]。
- 天皇退位の問題について、憲法、皇室典範の規定を踏まえて、一代に限って退位を認める場合、どのような要件を付すのか、また、前例として後世に残るためには、後世に耐えうる規範性の担保が必要と指摘した[17]。
- 北朝鮮に対する「対話」か「圧力」かをめぐり、日ロ間で溝がある中で、ウラジオストクで開催された日ロ首脳会談において、安倍晋三（当時内閣総理大臣）が「圧力をかけるには石油の供給停止が必要だ」と協力を求めたのに対して、ロシア大統領のプーチンは「石油の禁輸には賛成できない。北朝鮮の国民の生活を破壊し、暴発を許しかねない。シンゾウの考え方は理解するが、話し合いによって平和的に解決するか道はない。取り返しのつかないことになってはならない」と応じたことに触れ、北朝鮮に対する日本とロシアの溝は埋まったとは言えないと解説した[18]。
- 2017年10月号の文藝春秋において「安倍総理『驕りの証明』」と題する記事を寄稿し、安倍政権の失速の理由を分析し、その失速原因は「驕り」にあると指摘し、以下の解説を行った[19]。

安倍内閣は、戦後70年談話や、安全保障法制の成立を目指していた2015年を、天王山としていたと指摘し、戦後70年談話、安全保障法制という天王山を乗り切り、ウイングを広げ、支持率を回復した成功体験が、「驕り」へと繋がっていったとした。「驕り」が発現し始めたのは、2015年10月の内閣改造であり、第三次改造安倍内閣では、自派閥から閣僚を4人起用し、3人は専門分野でない閣僚起用であり「適材適所」のスタイルが崩れたと解説した。
2016年通常国会での施政方針演説「驕り」が鮮明になったとし、その理由に、従前の施政方針演説では、「建設的な議論」を呼びかけていたのに対し、挑発的な文言を並べていたことを挙げた。
また、2016年8月の内閣改造では、「適材適所」を捨て、派閥力学を重視する姿勢に拍車がかかったとし、閣僚起用のあり方について見解を述べた。
- 外交に対しても、安倍が掲げた「地球儀俯瞰外交」について、日本と各国との個別の関係を強化し、国際世論で主導権を握ることが目的であったにもかかわらず、単に強固な日米同盟を演出するだけになっているとし、何のための「地球儀俯瞰外交」であったのかと解説した[22]。
- 2017年7月NHKの世論調査において、安倍内閣を支持しない理由として、「首相の人柄が信用できないから」の回答が最も多かったことに触れ、内閣改造などの政治的なテクニックでは局面の打開はできない、また、自らの問題を忘却の彼方に追いやる政治手法では、国民の信頼を回復することは難しいと解説した[23]。
- 2023年12月15日の「ABEMA Prime」では、発覚した政治資金パーティー収入の裏金問題について「22年2月、『そういえばお金はどうなっているんだ？』と会計責任者を呼び、『このような方法は問題だ。直ちに直せ』と叱責した。4月に改めて、『あの件はやめたんだろうな』と事務総長らにもクギを刺したら、翌月の派閥パーティーでのキックバックはなくなった。安倍元総理は選挙を終えてから深掘りするつもりだったが、その2カ月後に亡くなってしまい、話がうやむやになった」[24]。

## 出演番組

### レギュラー
- 国際報道2020 (BS1) ※金曜日：国際情勢および日本政府の動きの解説 - 2016年 -
- めざまし8（フジテレビ）コメンテーター - 2023年 -

不定期（解説のみ）
- NHKニュース7
- ニュースウオッチ9（安倍総理出演時のインタビューも含む）
- 時論公論
- 解説スタジアム

### 過去に出演していた番組
- ニュースシブ5時木曜レギュラー
- ニュースLIVE! ゆう5時